# 新潟少女監禁事件
新潟少女監禁事件（にいがたしょうじょかんきんじけん）は、1990年（平成2年）11月13日夕方に新潟県三条市の路上で、少女A（当時9歳・小学校4年生）が青年Sにより誘拐され、同県柏崎市四谷一丁目の加害者宅2階の一室に監禁された事件。柏崎女性監禁事件、新潟少女誘拐事件と呼称される場合もある。事件発覚前は新潟少女行方不明事件とも呼称されていた。
約9年2か月後（3,364日後）の2000年（平成12年）1月28日、加害者である青年S（当時37歳）の母親は日頃から息子であるSに暴行を受けており「息子の家庭内暴力に悩んでいる」と相談を受けた医師や保健所の職員らが、青年Sを強制入院させるために現場の住宅を訪れたところ、同宅2階で、ベッドで毛布に包まり横になる19歳になっていた被害者少女Aを発見・保護した。
訪れた新潟県警によって逮捕された加害者Sは、被害者少女Aを誘拐して自宅に監禁したとして、未成年者略取・逮捕監禁致傷罪で起訴されたほか、1998年（平成10年）10月上旬にAに着せるための下着を万引きしたとして、窃盗罪でも追起訴された。
刑事裁判では、被告人Sの量刑と、それに影響する併合罪の解釈をめぐって最高裁まで争われたが、2003年（平成15年）に最高裁で懲役14年の刑が確定。千葉刑務所に収監された受刑者Sは、2015年（平成27年）4月に刑期を終え刑務所を出所したが、2017年（平成29年）に千葉県内のアパートの一室で孤独死した。死因は判明されていない。
犯行期間が約9年2か月という長期にわたっていたことや、事件に関わる新潟県警の捜査不備・不祥事（#新潟県警の不祥事を参照）が次々と発覚したことなどから社会的注目を集めた。また、犯人が無職で長期の引きこもり状態にあったことから、同様の状態にあった男が同年（本事件発覚後）に起こした西鉄バスジャック事件とともに、引きこもり問題の社会的認知度を大きく高めた事件ともなった。新潟県の県紙『新潟日報』（新潟日報社）は、2000年の「県内10大ニュース」の1位および、「国内10大ニュース」の8位として、本事件とそれに関連する県警の不祥事を選出したほか、第一審・控訴審の判決が言い渡された2002年（平成14年）には「県内10大ニュース」の6位として本事件を選出した。

## 事件の経緯

### 犯人の生い立ち
犯人の青年Sは1962年（昭和37年）7月15日、柏崎市で生まれた。Sの父親は戦後、東京で大会社の重役を送迎する運転手をしていたが、帰郷してタクシー会社を設立。最初の妻との間に5人の子供をもうけていたが、妻に先立たれ、57歳の時にSの母親（当時30歳）を後妻として迎え、61歳のときに当時35歳の妻と再婚。Sは父親が62歳、母親が36歳の時に出生し、両親から溺愛されて育てられた。 
Sは地元の幼稚園を経て、市内の小学校に入学した。Sが小学1年の時、Sの父親は柏崎市四谷一丁目に家を新築し、2階の十畳ほどの洋間を息子Sの子供部屋として与えた。この部屋が後の事件の舞台となる。
Sは市内の中学校に進学し、親の勧めで庭球部に入部したが、本人は入部には乗り気ではなく、入部直後に練習を休んだことを顧問に叱られ、罰走（校舎周り200mを125周）を命じられて退部した。その後は他の部活動にも興味を持てずにいたが、中学3年のころに野球に興味を持ち、バッティングセンターに通ったり、器械体操で減量に取り組んだりもしていたが、本人は卒業文集で中学生活を「おもしろかったようだが、いやな事ばかりの3年間だった」と総括している。中学1年の時、Sが「怖くて学校に行けない」ということで精神科の診察を受けたところ不潔恐怖症と診断される。なお、会社でタクシーの事務所やガレージの清掃や片付けを日常的にしていたSの父親も同じく不潔恐怖症であった。Sは虫を毛嫌いし、わずかな汚れも気にした。このころになると、70代半ばを過ぎた父親はSにとって薄汚れて見える存在になっており、Sは「あんなの親父じゃない」と疎んでいた。また、母に対し「自分の父はなんで高齢なんだ」「なんで結婚したんだ」と不満をぶつけていたという報道もある。
中学卒業後、Sは柏崎工業高校機械科に進学し、1981年（昭和56年）に卒業した。高校入学後には野球部でエースを目指して入部したが、約1、2か月で退部した。高校時代、Sは体格が大きく、身長は175 cmほどあったが、覇気が無くなよなよした話し方から「オカマ」と呼ばれており、クラスメイトからいじめを受けていた。このころから自分の殻に閉じこもるようになり、家の中で両親に鬱憤を晴らすようになっていた。

### 高校卒業後
高校を卒業後、Sは市内に進出していた機械精密部品製造会社に就職したが、それから3か月後の研修期間中に退社した。出勤途中に立小便をした際に「クモの巣にかかって汚れた」と家に引き返すなどといった奇行が続いて数か月で退職したものであり、以降は本事件で逮捕されるまで全く働いていなかった。
1981年（昭和56年）7月、当時19歳のSは父親を家から追い出す。生命保険会社で働く母親と2人暮らしになったが、その半年後には母親と口論になり、「私も出て行く」と言われたため激昂し家の仏壇に火をつけ、危うく火事になりかけた。長岡市の国立病院の精神科にて強迫神経症（不潔恐怖）と診断される。即日入院し、向精神薬を投与された。この時は1か月ほどで良くなり退院する。
1985年（昭和60年）夏、当時23歳のSは母親に「僕もそろそろ自立しなければならない。お母さんにいつまでも甘えているわけにはいかないので、独立して生活できるように家を増築してほしい」と話す。息子が就職口を見つけて真面目に働くと思った母親は直ちに700万円で家の増築を決めたが、Sが2階の自室を工事業者に踏み込まれることを頑に拒否したため増築は中途半端なまま中止となり、就職の約束も反故にされた。
Sは母親に対しては好きなアイドル歌手のレコードや、競馬新聞などを買いに行かせており、この母親は商店の人たちの間で、ある種の有名人となっていた。また、Sは新潟競馬場・三条競馬場へ馬券を買うために通っていたとされるが、その行き帰りも母親が車で送迎しており、レースが終わるまでベンチに腰かけて待っている母親の姿が、競馬場の常連の間でも知られていた。Sが競馬に勝つと、母親になじみの寿司屋で極上のトロのにぎり10個（8,000円分）を買わせることが何度かあった。

### 強制わいせつ罪で執行猶予
1989年（平成元年）6月13日、Sは柏崎市宮川の国道で、下校する小学生を小学校の正門付近で待ち伏せ、同校4年生の女児（当時9歳）を尾行して道路脇の空き地（小学校から約300 m）に連れ込み、強姦を試みた。しかし学校から約100 m離れた国道脇で被害女児と同じ学校に通う上級生2人が、被害女児が不審な若い男に抱えられているのを目撃して学校に伝え、Sはそれを聞いて駆けつけた教職員らに取り押さえられた。現場を通りかかった車が110番通報に協力し、同日17時30分前、Sは学校近くの柏崎警察署宮川駐在所で、強制わいせつ未遂容疑で現行犯逮捕された。当時は東京・埼玉連続幼女誘拐殺人事件が発生していただけでなく、新潟県内でも巻警察署や燕警察署の管内で下校途中の男子児童が連れ去られかける事件があり、柏崎署管内でも児童が不審な男に声をかけられたという届け出があり、同校でも教職員を通じて注意をしていた矢先の事件だった。
その後、Sは警察の取り調べで「既遂」を認め、被害者側の親告（親族による告訴）もあり、新潟地検長岡支部により強制わいせつ罪で起訴された。同年9月19日、Sは新潟地裁長岡支部で懲役1年・執行猶予3年の有罪判決を受けた（同年10月5日に確定）。当時、新潟地裁長岡支部の裁判官は「再犯の可能性は低い」として、保護観察処分ではなく、Sの母親に監督・指導を任せた。
また、柏崎署と新潟県警本部はこの時に強制わいせつで検挙したSを「前歴者リスト」に登録しておらず、刑が確定した後も登録漏れのまま放置していた。なお同事件から2か月後の1989年8月28日には、Sの父親が89歳で死去している。Sの父親は晩年、老人介護施設に入所しており、最期まで息子の将来を心配していたが、Sは父親の葬儀に参列しなかった。

### 被害者少女Aを誘拐
執行猶予中（1回目の逮捕から約1年5か月後）の1990年（平成2年）11月13日15時ごろ、加害者S（当時28歳）は母親の乗用車を運転して1人でドライブに出掛け、長岡市内を経由し、幹線道路である国道8号を新潟市方面へ向かって走った。そして三条市付近に至ったところで、国道8号から脇道の農道に入り、17時ごろに三条市内の農道上で、本事件の被害者である少女A（当時9歳・小学校4年生）を誘拐した。現場は三条市街地の南側にある田園地帯を走る農道で、学校からA宅までは直線で約1 km離れており、途中は変電所の建物を除いてほとんど建物はなかった。
Sは乗用車で単身移動中、三条市内の農道において下校途中の少女Aを発見し、誘拐を決意。いったんAを車で追い抜いてから目前で停車し、ナイフ（刃体の長さ約13 cm）を手にして降車し、Aへ接近した。そして、Aの腹にナイフを突きつけて「おとなしくしろ。声を出すな」などと脅迫し、身動きできないAの背後に回って車の後部に連行した。そして車のトランクを開け「入れ」と指示したが、Aが入ろうとしなかったため、身体を抱え上げて押し込め、トランクを閉めて車を発進させた。Sは柏崎市内の自宅にAを連行し、一緒に生活させようと考え、同市方面へ向かったが、その途中の18時30分 - 19時ごろ、柏崎市内の北陸自動車道の高架下の路上に車を停めてトランクを開け、トランク内に監禁していたAの様子を確認した後、粘着テープでAの両手足を緊縛し、目隠しもした。そして再度、Aをトランクに押し込ませたままトランクパネルを閉め、再び自宅に向かい、同日20時ごろに到着した。
自宅に到着したSは、日ごろ二人暮らしをしている母親にAを見られないよう、母屋の正面玄関ではなく家の増築部分（後述）の玄関前に停車、Aを抱えて自室のある2階に上がりAを自室南側の窓枠に置いたのち、改めて正面玄関前に車を回して普通に帰宅したように装いながら自室に赴き、窓枠に置いてあったAを自室に入れ、目隠しを外した。そして、Aに対し「誘拐されて殺されちゃった女の子みたいにおまえもなってみたいか」などと脅迫的な言葉を浴びせ、以後継続的な監禁を開始した。

#### 少女捜索の状況
少女Aが誘拐された1990年11月13日19時45分ごろ、Aの母親は「娘が帰ってこないので捜してください」と駐在所に捜索願を出した。これを受け、新潟県警察の所轄警察署である三条警察署と学校関係者100人以上、翌14日には200人以上がAの捜索に当たったが手掛かりさえ見つけることができず、15日から三条署内に県警機動隊、機動捜査隊など107名で構成された「女子小学生不明事案対策本部」が設置された。以後、捜索範囲は周辺市町村にも拡大され、ヘリコプターによる空からの捜索、廃墟やコンテナボックスの内部などの捜索や、夜間検問も実施された。三条署の対策本部は11月16日、ビラ2,000枚を市内と隣接する町村に配布したほか、三条市教育委員会も全小中学校を対象に、「夏休みの後、不審者から声をかけられたり、誘われたりしたことはなかったか」とアンケート調査した。17日、対策本部はAの顔写真入り手配書を20,000枚作成し、県内全域に配布したほか、さらに24日に別の手配書1,000枚を新たに配布したが、有力な情報はもたらされなかった。当時の警察担当記者によれば、事案発生から数週間後に車による連れ去り事件であるとの見方が支配的になり、捜査一課が投入されたが、そうした見方が強まったことは却って捜査員たちに諦念を抱かせた。また、少女Aが失踪した現場は幹線道路から外れ、土地勘のあるものでないと入らないような場所だったため、土地勘のある犯人像が有力視された。そのため、三条市や燕市など県央地域で、同種事件を起こしたことのある人物を1,000人以上リストアップするなど、重点的な捜査が行われた一方、Sの住んでいた柏崎市は重点捜査の対象にされなかった。
なお、当時この事件を報じていた『新潟日報』の記事では、秋・夕方の下校途中に車で何者かに連れ去られたという部分が、1977年（昭和52年）に新潟市で行方不明になり、後に北朝鮮工作員に拉致されたことが判明した横田めぐみ（失踪当時13歳・新潟市立寄居中学校1年生）の失踪事件に類似するという旨が指摘されており、また1995年（平成7年）頃にはオウム真理教事件が社会問題となったため、オウム真理教や北朝鮮の関与を疑う者もいたほか、副次的な事件として、1991年（平成3年）1月下旬から4月下旬にかけ、Aの家に「娘を預かっている。会わせてやるから出て来い」などと嘘の電話を繰り返しかけたり、同年3月2日に三条市下須頃のレストランへAの母親を呼び出したりしたとして、同年6月に新潟市在住の男が強要容疑で三条署に逮捕されるという事件もあった。同事件で県警や三条署は、不安な思いの家庭を脅迫した悪質性を重視して脅迫罪より重い強要罪を適用した。
捜索は11月19日に人員が80人規模に縮小され、12月25日には地元消防団などによる捜索が打ち切られた。翌1991年4月23日 - 25日には再び県警による捜索活動が行われたが手掛かりは発見できず、このころには市民の協力情報も途絶えていた。以後は専従捜査員30人体制で聞き込みなどを中心とした捜査が進められ、毎年［1991年 - 1999年（平成11年）］11月13日、三条署員が当時Aの通っていた小学校や周辺の道路上など、三条市を含む県央地域で情報提供を呼びかけるチラシを配布し、地元のマスコミもその様子の取材を続けるなど、事件の風化を心配し、市民の関心を呼び起こしてきた。三条市PTA連合会はAの行方不明事件を機に、市内の小中学校22校の危険箇所の指摘や、通学路の安全確保のための資料を作成し、これを三条市PTA連合会がまとめ上げて市に提案した一方、三条署は事件発生直後、Aの失踪を事件と断定せず「事案」として扱い、情報提供を求めるポスターの配布にも及び腰だったため、当時連合会の会長を務めていた男性は「三条署がAの失踪直後から事案ではなく、事件として真剣に対処していれば、Aを早期発見できたのではないかと悔しくてならない」と述べている。

### 監禁の状況
加害者Sは被害者少女Aに対し、脅迫的な文言を繰り返し浴びせる、ナイフを突きつけた上で、最初の2 - 3か月間は自身の外出や就寝の際にはAの両手足を緊縛して身動きが取れないようにしていた。その後両手の緊縛は解かれた。Aの脱出意志を喪失させた。Aに対しては大声を出さないこと、家の構造を知られ逃走されるのを防ぐため、Sが部屋を出入りする際には顔を隠したり毛布に潜ったりすること、自室のセミダブルベッドから許可なく降りないこと、暴れないことなどを命令し、これを破った際には暴行を加えた。1、2年目からは暴行の道具としてスタンガンを使用し始めたが、Aは「叫び声を上げたら刺されると思い」自分の身体や毛布を噛むなどして声をあげることなく耐えた。また、プロレス技を掛けられAが苦痛に声をあげたときなどにも暴行が加えられた。Sは監禁期間中、軽い殴打は700回程度、力を込めた殴打は200から300回程度に及んだと供述している。Aはある時期から、目を殴られると失明すると思い自ら頬を差しだしたり、スタンガンの痛みに慣れるため自らの身体に使用するといった行動もとるようになり、また、暴行を受けている最中に「殴られているのは自分ではない」と第三者的立場を仮想して防衛機制を働かせる解離性障害の症状も出ていた。
食事は当初、Sの母親が息子Sの夜食用に用意していた重箱詰めの弁当が与えられていたが、高齢であった母親の負担を考慮したSが自らコンビニエンスストアで売られている弁当に切り替えた。さらに1996年（平成8年）ごろ、SがAの足に痣ができているのを発見、Sはこれを高タンパク由来のものと考え糖尿病に進行することを危惧し、「運動をしない以上、減らすしかないと思い」Aの食事を1日1食に減らした。数か月後からAは体調を悪化させていった。Sが計測すると46 kgあった体重が38 kgまで減少しており、Aは失神を起こすようになったが、Sの対応は弁当におにぎりを一つ足したのみであった。長らくベッドの上で行う脚部の屈伸がAに許されていた唯一の運動であり、その後糖尿病予防のため床上での足踏みが許されたが、階下に母親がいる場合には存在を気取られないため、それも禁止された。Aの筋肉は著しく萎縮し、Sの腕に掴まってようやく立てる状態であった。発見後の検査では著しい栄養不良に加え、両下肢筋力低下、骨粗鬆症、鉄欠乏性貧血などが認められ、通常歩行は厳しい状態だった。また排泄は、潔癖症のためトイレが使えずビニール袋に排泄していたSに倣わせ、排泄後の袋は部屋の外の廊下に放置されていた。Sは自分が部屋を出るときにAに顔を覆わせていた理由について「廊下にビニール袋が並んでいるのを見られたくなかったから」とも述べている。こうした環境下に置きながら、Aが監禁中に入浴したのは、1992年（平成4年） - 1993年（平成5年）ごろにSの母が不在の際、ベッドから転落して埃まみれになり、目隠しをしたまま1階の浴室でシャワーを浴びせられたことが1回あるのみだった。
虐待の一方で、SはAに対して愛情を持っていたため、SはAに漫画や新聞などを与え、テレビ、ラジオで流れるニュースなどの内容や、Sの嗜好する事柄についてAと語り合うことを好んだ。時事についての議論は、「彼女の考えが子供のままでいないように」するためであったとし、また「因数分解なんかは世の中では役に立たないけど、比例式は覚えた方が良いので教えました」と供述している。Aが保護された後に行われた検査では、Aには一般の同年代人と比較して知的レベルに目立った低下は見られず、知識量や語彙においても目立った遅れはないとされた。裁判で被告人Sの弁護人は、このことはSがAに情報・知識を与えるよう努めたことが寄与しているとして、酌量を求める材料のひとつとした。SはAを「友達」と認識しており、裁判では「被害者は、私の言いつけを本当によく守るようになりました。これからはずっと、一緒に暮らしたいと思いました。競馬や自動車など、対等に話ができた。被害者のことは、基本的に好きだった。同世代の女性と思っていた。かけがえのない話し相手だったので、解放することはできませんでした」と供述し、また初公判で読み上げられたAの供述調書の内容に、「自分はうまくやっていたと思っていたのに、実は恨まれていたんだとわかった」と述べた。

### Sの生活状況
前述のようにSは高校卒業後、2人暮らしの母親の勧めで機械部品の製造会社に就職したが、人間関係がうまくいかないことを理由に3か月で退職し、以来引きこもりの状態にあった。一時は母親からの自立を目指し、母親に対し自宅に独立した居住スペースを設けることを求め母親もこれに応じたが、持病としていた不潔恐怖をはじめとする強迫性障害の症状を悪化させつつあり、大工の出入りに対して「他人が部屋に入ってくるのが嫌だ」と増築工事を中止させ、変わらない生活を続けていた。Aの監禁を始める数年前から家庭内では障子や窓ガラスを破壊するといった行動を見せており、監禁開始から5年あまり後の1996年1月には母親が保健所に赴き、息子Sの家庭内暴力を訴えた。職員は家庭訪問を打診したが母親はSが暴れ怪我を負わされる可能性があるとしてこれを断り、代替案として指示された精神病院に赴き、そこで向精神薬を処方され、Sはこれを服用していた。
このころには母親の保険外交員としての仕事もほとんど無くなっていた。若いころに実績を上げていたため、60歳の定年を5年延長できた上に定年退職後も嘱託として仕事を続けることはできたが、既に契約はほとんど取れなくなっていた。Sの暴力が激しくなり、怯えた母親は10時 - 16時まで500円で居続けることのできるかんぽの宿で時間をつぶすことが多かったという。
1999年（平成11年）ごろから、Sは母親に対してもスタンガンを使用し始め、同年12月に再び精神病院を訪れた母親は「このところ息子の暴力がひどい。自分の意のままにならないと殴る蹴るのうえに、私を縛り付けて、トイレにさえ行かしてくれない」と、Sの家庭内暴力が激しさを増していることを訴えた。担当医師は強制的手段として医療保護入院（強制入院）を提案し、母親もこれに同意したことから、翌2000年（平成12年）1月19日にはその是非を判断するため、保健所職員と柏崎市職員がS宅を訪れたが、Sが部屋に閉じこもったため面会はできなかった。後日、精神病院、保健所、市役所などが協議を行い、医療保護入院の実施日が決定され、それに向けて専門チームも作られた。

### 少女Aの保護
2000年1月28日13時30分ごろ、Sを医療保護入院させる措置を実施するため、医療関係者5人と保健所職員および市職員の男性計7人が3台の車に分乗して被疑者宅を訪れた。S宅前で2人が待機し、残る5人がSの部屋のあった2階へ上がり、精神保健指定医が「お母さんの依頼で診察に参りました」と告げ、返事を待たず部屋に入った。ベッドで寝ていたSはこれに気付き「なんで入ってくるんだ！」と抗議したが、これに対し指定医が法律を説明し、「あなたは入院が必要であると認定されました」と告知すると、Sは癇癪を起こし暴れ出した。警察の応援が必要であると判断され、事前に医療保護入院があることを通知していた柏崎警察署生活安全課に対し、警官3名の派遣を要請したが、男性の課員が出払っていたため、彼らに連絡を取ったのち折り返し電話する旨が保健所職員に伝えられた。なおも暴れるSに対し、医師が鎮静剤を注射。効果が現れるまでSは抵抗を続けたが、やがて鎮静化し眠りに落ちた。
その後、関係者の注意は騒動の間にも動いていた様子があった毛布の塊に向けられた。市職員が不審に思い毛布をハサミで切り開くと、中から異様に色白な女性 (A) が現れた。市職員は「あなたは誰ですか。話をしてください」「名前は？どこから来たの」などと問い掛けたが、少女は口ごもり「気持ちの整理が付かないから」と話した。要領を得ないため、指定医が階下にいたSの母親を呼び出し、「この女性は誰か」と訊ねたが、母親は「知りません。顔を見たこともない」と答えた。
指定医は少女に「一緒にいた（被疑者）人は入院することになったので、ここにはいつ帰ってくるか分かりません。あなたはどうしますか」と訊ねると、少女は母親に向けて「ここにいても、いいですか」と訊ねる。市職員らが「そういう問題じゃないでしょ。家の人に連絡しないとだめよ」とたしなめると、少女は「私の家は、もうないかもしれない」と話した。また、母親の裁判での供述によると、母親が「あなたのお家はどこ？」と訊ねると、少女は「ここかもね」と答えたとされる。新潟地裁 (2002) によれば、少女Aは「2000年1月28日午後2時ころ（＝14時ごろ）」までS宅に監禁されていた。
その後、医師1人とサイコソーシャルワーカー (PSW) の看護師、病院職員1人がSとともに車に乗り、Sの母親はもう1人の医師とともに、少女Aは柏崎市および病院の職員とともにそれぞれ別々の車に分乗し、近郊の病院へ向かった。被疑者宅に残った保健所職員の携帯電話には、柏崎署から折り返しの連絡が届き、人員の都合がつかないと伝えられた。これに対し職員はSが鎮静化し病院に向かったことと、同時に身元不明の女性が見つかった旨を伝え、警察官の出動を改めて要請したが、電話口の生活安全課係長は「そちらで住所、氏名を聞いてくれ。そんなことまで押しつけないでくれ。もし家出人なら保護する」と返答し、事実上出動を拒否した。
病院へ向かう車中で病院職員が少女に改めて名前を尋ねると、少女 (A) は自身の名前と住所、生年月日、両親の名前などを答えた。その情報に覚えがあった職員は、三条市で行方不明となった少女Aに思い当たり、病院到着後に少女から聞いた番号へ電話を掛けたが、この時は呼び出し音が鳴ったものの、誰も出なかった。職員は次いで柏崎署に連絡を取り、「家にいた女の人の名前が分かりました。三条で行方不明になった少女Aだと名乗っている。少女は『数年前に連れてこられてから一歩も外に出ていない』と話している。Aの家に電話をしたが出なかった。いま病院にいるので、すぐ来てください」と要請した。これを受け、柏崎署から刑事課の捜査員3名が病院へ急行し、Aを伴って再び柏崎署に戻った後、指紋の照合が行われ、発見された少女が三条市で行方不明になった少女Aと同一人物であることが確認された。同日の夕方には三条市から少女Aの母親が駆けつけ、娘と9年2か月ぶりの再会を果たした。
一方、同じく病院に搬送されたSはそのまま医療目的で収容された。新潟県警は早期の身柄引き渡しを要求したが、院長はSが医療保護入院の目的で投与された鎮静剤により昏睡中であることから、「医者は患者の生命と身体を守ることが目的で、継続している医療行為の責任を取らずに警察に身柄を引き渡すことはできない」との判断を下し、医療優先の方針を伝え、これを了承された。
Sの覚醒後、突然の環境変化による精神的動揺、後に発症した内科疾患が全て治まるまでに10日間を要した。この間に事件の概要がある程度報道され、病院ではSの様子を聞きだそうとする多数のマスコミの取材や、その姿を撮影しようと病院に侵入するカメラマンの存在などで著しく混乱を来した。

### 加害者Sの逮捕
新潟県警は被害者Aが保護された翌日（2000年1月29日）、未成年者略取・逮捕監禁事件として、三条署に「三条市における未成年者誘拐・監禁事件」捜査本部を設置し、加害者S宅の家宅捜索を開始。家宅捜索は約1週間後の2月3日まで実施され、Aが行方不明になった当時に着用していた衣服・ランドセルなどが押収されたため、Aの証言と併せ、SがAを誘拐・監禁したことが立証された。
そして、Sが1989年に起こした事件で逮捕された際には問題なく取り調べに応じていたことや、直前まで車を運転するなど日常生活を送っていたことから、捜査本部は新潟地検とともに立件に向けて協議し、未成年者略取・逮捕監禁致傷の容疑で逮捕状を請求する方針を決定。医師が入院の必要なしと判断したため、捜査にも耐えられると判断、事件発覚から2週間後の2月11日午前中に逮捕状を請求した。
捜査本部は同日午後から病院内でSに対し事情聴取を行い、Sは手錠をされたまま警察車両に乗せられて裏口から退院。病院敷地内での逮捕は避けて欲しいという院長の要請により、敷地から出た時点の14時54分、Sは新潟県警捜査本部によって未成年者略取・逮捕監禁致傷の被疑者として逮捕された。
逮捕にあたり、捜査本部は被害者Aが受けた足の筋力低下を「傷害」と捉え、Sの逮捕容疑を未成年者略取・逮捕監禁（量刑は最長5年）から未成年者略取・逮捕監禁致傷（最長10年）に切り替えた。

## 報道
柏崎市で発行されていた週刊新聞『越後タイムス』は、本事件を「柏崎有史いらいの「四谷怪談」」と表現した上で、事件発覚後には柏崎の名が全国に鳴り響いたことや、一斉に各テレビ局のワイドショー番組が現場周辺にスタッフを送り込み、取材合戦が過熱、近隣住民や地元マスコミ各社に迷惑がかかっている場面もあるということを報じた。

### 加害者Sとその母について
少女Aが発見された当日の1月28日21時30分、三条警察署が記者会見を開き、9年前に行方不明となった少女Aを発見、保護したと発表。この会見の内容が翌朝に事件の第一報として一斉に報じられた。加害者Sについては精神障害者の可能性があったこともあり、主要マスメディアはしばらく「男」という匿名呼称を用いて報じていたが、『週刊文春』が2月3日号でいち早く実名報道に踏み切ると同時に、高校時代のものとされるSの顔写真も掲載した。新聞では『産経新聞』が2月5日付朝刊からSを実名報道し、他の主要紙もSが逮捕され「刑事責任を問える」という新潟県警の見解が引き出されると、翌2月12日より実名報道に切り替えた。Aが監禁されていたという事実は伝えられたが、監禁の内容については、Aを保護する観点や、Aの両親がマスコミの接触を拒んでいたこともあり、公判開始まで明らかになることはなかった。その一方で、ワイドショーや週刊誌では、Sの異常性を強調する報道が連日行われた。
1989年3月に発覚した女子高生コンクリート詰め殺人事件において、加害者宅2階に被害女性が監禁され、集団暴行を受けていることを知りながら、1階にいた加害者の母親はこれを看過し続けたという事例があり、本事件発覚当初には1階に居住していたSの母親にも監禁幇助の疑いが掛けられた。週刊誌やワイドショーでは母親の共犯を匂わせるような報道も行われていたが、事情聴取に対し母親は「監禁を知らなかった」、「2階には何年も上がっていない」と供述。捜査の結果、Sの部屋を含む2階全体から母親の指紋が一切検出されなかったことや、Aによる「母親が住んでいることさえ知らなかった」という供述からその言葉が裏付けられ、母親は立件されず重要参考人となるに留まった。

### 少女Aについてなど
事件発覚後、報道各社は救出された被害者女性の家から数百メートル以内に近づかないという報道協定を結んだ。
被害者Aの実家がある三条市の地元紙『三條新聞』は、Aが保護された翌日（2000年1月29日）から、紙面でAの実名と本人写真、家族写真を報道した。これに対し、新潟市の市民グループは2月10日に「人権侵害である」と抗議したが、同紙は2000年2月12日付の紙面に掲載された社告でAを実名報道し続けた理由について、「捜査協力を呼びかけてきた地元紙として被害者の名前を熟知する読者に匿名にする意味がなかった」と説明した。その上で、「前日（11日）からは捜査本部の発表文で、被害者Aは匿名に切り替えられている。他紙を併読する場合の影響を考え、今後は少女Aを匿名で報道する」と説明した。
一部では少女Aに対しても「9年2か月もの間に逃げる機会はなかったのか」という疑問が呈され、Aが監禁状態にあるとき、犯人と運命共同体であるかのように錯覚し始め、やがて犯人への共感を示すようになるストックホルム症候群の状態にあったのではないかとの見方もあった。しかし、これは後にSの精神鑑定を担当した小田晋により否定され、精神鑑定書にも併せて記述された。Aは「縛られなくなってからも、常に見えないガムテープで手足を縛られているような感覚でした。気力をなくし、生きるためにこの部屋から出ない方がいいと思いました。Sは気に入らないとナイフを突きつけるので、生きた心地がしませんでした。大声で泣きたかったけど、叫び声を押し殺しました。けっしてSと一緒にいたかったわけではありません」と供述している。またAは自身の母親に対し、Sを評して「憎いとか怖いとか、そんな感情を出すのがもったいないほど、最低の人だ」と語っている。
本事件のルポルタージュを執筆したひとりであるライターの窪田順生が一部の「下衆なマスコミ」が監禁中の被害者に対する様々な憶測を行った背景には、松田美智子が執筆したノンフィクション風小説『女子高生誘拐飼育事件』（1965年の事件を元に時代設定や事実関係など大幅に改編して執筆。後に『完全なる飼育』と改題され映画化）の影響が大きくあると指摘し、「この取材者は監禁をSMプレイの延長ぐらいにしか思われていないようだ。閉じこめられるほど愛されるということに、なにか高い精神性やらを期待されておられるようだが、それは官能小説の中だけにしていただきたい。現実の女性監禁は『飼育』も『プレイ』も『愛』もなく、あの『綾瀬コンクリ詰め殺人事件』に代表されるように果てしない暴力の連鎖、主従関係を錯覚することによる人間性の消失である」と松田を批判し、またそうした憶測について、被害者が監禁の始期から絶えず暴力や脅迫に晒されていた事実を挙げて「彼女 (A) は逃げなかったのではない、逃げるのが不可能だと教え込まされていただけなのだ」と反論している。また、松田も本件については「被害者には『部屋を出て逃げようとしたら殺される』という恐怖が染みついてしまっている。また、すっかり萎えてしまった足では、2階の階段を下りることもままならなかっただろう」と述べている。
事件そのものについての報道のほか、事件に関連する警察の捜査不備や不祥事についての報道も盛んに行われ、県警本部長が辞職、警察庁長官が国家公安委員会から処分を受けるという事態も起きた（#新潟県警の不祥事）。

## 刑事裁判

### 起訴
2000年3月3日、新潟地方検察庁は被疑者の男Sを未成年者略取・逮捕監禁致傷罪で新潟地方裁判所へ起訴した。被告人Sが被害者Aに負わせた傷害のうち、起訴事実に盛り込まれたのは両下肢筋力低下と骨量減少などで、診断されていた心的外傷後ストレス障害 (PTSD) については、裁判の過程で予想される少女Aの精神的負担とプライバシー保護に配慮して起訴事実から除外された。起訴後、新潟地裁は被告人Sの弁護人として児玉武雄・伊津良治の2人を選任した。
被告人Sの初公判は新潟地裁（榊五十雄裁判長）で同年5月23日に開かれたが、この中でも少女Aのプライバシーは保護され、通常行われる起訴状での被害者名読み上げは行われなかった。また弁護人も「私も人の親なので、法廷にまで連れてきて尋問したくないというのが本音にある」として、少女Aを証人申請することはしなかった。罪状認否で被告人Sは起訴事実を認めたため、裁判の争点は責任能力の有無に絞られた。
なお、新潟地裁は新潟市体育館で傍聴希望者の抽選を実施したが、地裁の敷地以外で傍聴券の配布を実施した事例は本事件が初だった。また、一般傍聴席27席に対し、傍聴希望者数は2,272人（抽選倍率：84.1倍）を記録したが、これは1999年5月の「アジ化ナトリウム混入事件」初公判（希望者数：242人）を大幅に上回り、新潟地裁史上最多を記録した。

### 窃盗罪についての追起訴
新潟地検は第2回公判前日の6月26日、被告人Sが1998年（平成10年）10月上旬ごろ、北蒲原郡中条町（現：胎内市）で少女Aに着せるためのキャミソール4枚（時価合計約2,464円）を万引きしたとして、窃盗罪でSを新潟地裁に追起訴した。これは一連の犯行の中に異なる複数の罪がある場合、「その最も重い罪の刑について定めた刑の長期にその2分の1を加えたものを長期とする」併合罪の適用を狙ったもので、逮捕監禁致傷罪は懲役10年が最高刑であるため、これが適用されれば被告人Sの量刑は15年まで引き上げられる計算であった。検察側は窃盗について「監禁継続の手段として行われた行為であって、動機に酌量の余地はない。本件起訴にかかわる以外にも、十数回にわたって、被害者に使用させるための日用品を多数万引きしていたのであって、本件は一連の犯行の一部に過ぎず、常習性が顕著で、犯状も悪質である」と指摘。一方、弁護側は一審判決前の最終弁論において「窃盗については、被害額が弁償されていることが大事である。本件の被害額は2,464円と低額である。違法性は低い。他に万引きもあるが、あくまで起訴されている事例において判断されるべき。5年も罪を重くするほどのものとは思えない」と主張した。微罪をもって併合罪の適用を図ったことは、法曹界からも批判的な意見が出た。

### 精神鑑定
公判前に行われた被告人Sに対する簡易精神鑑定では「Sは自己愛性人格障害および強迫神経障害で、分裂症は認められない」とされたが、弁護人は被告人Sが病的な潔癖症であることや、母親が事件発覚の数年前から被告人Sについて精神科に相談していた事実などから「正常な感覚では理解できない、病的な一面がある」「精神状態は正常でなかったと思われる」として、第3回公判（2000年7月26日）にて精神鑑定の実施を請求した。
検察官は「善悪を判断する理性はあり、精神鑑定の必要はない」と却下を求めたが、新潟地裁は捜査段階で簡易鑑定を担当した専門家（新潟大学）と、逮捕直前にSが入院していた病院の医師を弁護人側の証人として採用。同年9月7日には地裁長岡支部で2人への非公開の証人尋問を行い、第4回公判（2000年10月3日）で精神鑑定の実施が告知され、公判は第5回公判（2000年12月5日）を最後に一時中断。鑑定期間中、被告人Sの身柄は埼玉県内（鑑定人の居住する県）の拘置支所に移された。公判は精神鑑定結果の提出を待って再開され、再開後の第6回公判（2001年10月16日）で鑑定結果が証拠採用された。
なお、鑑定担当者については地裁から「これまで事件について評論したことがない精神科医から選ぶ」と告知され、犯罪心理学が専門である小田晋（帝塚山学院大学教授）が選ばれた。鑑定書では被告人Sの精神病態について次のように報告された。
また、これとは別に事件直後に被告人Sが収容された病院の副院長と、簡易鑑定を行った新潟大学付属病院の医師が診断した病名は、分裂病質人格障害、強迫性障害、自己愛性人格障害、小児性愛の4つであった。弁護側は小田の精神鑑定書の内容に同意しつつも「心神耗弱の主張は維持していく」と述べた。
また、第5回公判（2000年12月5日）では被害者Aの両親が検察側の証人として出廷し、「娘は『（Sは）全部の人の前からいなくなってほしい』と言っている」と陳述した。

### 結審
2001年（平成13年）11月30日に開かれた第7回公判において、検察官の論告求刑が行われ、検察官は被告人Sに懲役15年を求刑した。論告で、検察官は被告人Sの犯行について「鬼畜に劣る悪行」「非人道的で、血の通った人間の行為とは思えない。極悪非道である」などと厳しく糾弾した。また、未決勾留期間の日数については「1日たりとも刑期に算入すべきでない」と異例の進言をした。
一方、弁護人は最終弁論で、小田鑑定書で言及された「強迫性人格障害や分裂病型人格障害があることは明白であり、Sの犯行に若干の影響を与えたことは考慮すべきであろう」という部分を強調し、SがAの誘拐当時心神耗弱の状態にあったと改めて主張。また略取誘拐罪はAを支配下に置いた時点で完結しており、公訴時効により免訴されるべきであるとした。またSの犯行に計画性を裏付ける証拠がないこと、Aの監禁中に被告人が娯楽を与えようと配慮をしていたことなどを指摘した上で「起訴されている公訴事実を対象に、情状を考慮して、適正に判断していただきたい。被害者の気持ちは理解できるが、量刑の均等を取らなければならない」と結んだ。
最終意見陳述で、被告人Sは「被害者に申し訳ないことをした」と陳述。これをもって全7回の審理が結審した。

### 第一審判決・懲役14年
2002年（平成14年）1月22日に判決公判が開かれ、新潟地裁刑事部（榊五十雄裁判長）は被告人Sに懲役14年の判決を言い渡した。なお、検察官は論告で「未決勾留日数は刑期に算入すべきではない」と言及していたが、新潟地裁 (2002) は未決勾留日数中350日を刑に算入した。
判決理由で、新潟地裁 (2002) は弁護人の主張のうち、「略取誘拐は公訴時効（5年）が経過しており、時効が完成している」という主張について「本件は、全体として一個の行為が略取罪と逮捕監禁という数個の罪名に触れる刑科上一罪としての観念的競合の関係にある。さらに、逮捕行為および監禁行為は包括一罪となるから、被害者が解放された時点まで犯罪として継続したことになる」などとして、これを退けた。また、弁護人が主張した心神耗弱についても、「被告人Sには強迫性障害や人格障害があることが認められるが、犯行当時のSはそれらの障害により、自己の行為の是非善悪を弁識し、その弁識に従って行動する能力が著しく減退した状態（心神耗弱）にあったとは認められない」として退け、完全な責任能力の存在を認めた。
量刑の理由では、未成年者略取と逮捕監禁致傷の両件について、「被害者Aは長期の監禁生活を強要された結果、著しく衰弱し、両下肢筋力低下・骨量減少・低蛋白血症・低カリウム血症・低カルシウム血症および鉄欠乏性貧血の症状が判明しており、前2者（両下肢筋力低下・骨量減少）の回復には長期にわたる専門的な治療とリハビリテーションが必要と診断されている。また、解放された後も今なお、略取・逮捕監禁された際の恐怖感、監禁継続中の被告人Sからの脅迫や暴行の光景を忘れることができず、他人では想像し難い苦痛を味わっている。Aの身体的な障害はともかく、悲惨な生活環境の下に置かれたことで重要な成長期の人生を奪われたことは、どのようにしても取り返すことはできず、今後のAの人生に与える影響はあまりにも大きい。このように監禁の犯行がもたらした結果は極めて重大で、Aやその家族らがSに対し、極めて厳しい処罰感情を顕にしていることは当然である」と指摘した。その上で、「Sは当初、捜査段階では『Aに会いたい』と述べるなどし、公判段階でAの供述調書を聞かされるまでは『Aは自分との生活を楽しんでいた』と考えていたことなどを供述しており、Aの気持ちを推し量ることのない自己中心的な態度を露わにしており、捜査・公判を通じて、略取の態様や監禁中の暴行の態様・程度などについて、自己の刑事責任を軽減するかのような供述をするなど、非常に自己中心的な態度に終始しており、犯行後の犯情も悪質だ。強制わいせつ罪で有罪判決を受けたにもかかわらず、その執行猶予期間中に本件犯行に及ぶなど、規範意識は欠如しており、再犯のおそれが高い」と指弾した。
一方で、略取は事前の周到な計画に基づくものではなく、被害者Aが行方不明になった後の警察の対応などに問題があったことで監禁期間が長期化したこと、結果的に被害者Aが生命に別状なく救出されたことや、Sは捜査公判を通じて事実を認め、被害者Aの真意を知ってからはAに謝罪の手紙を出すなどして反省の念を示していること、年老いた母親がSの帰りを待っていることなど、Sにとって有利な情状も指摘した。その上で、「未成年者略取・逮捕監禁致傷の犯情は稀に見るほど悪質で、被害者Aに対し長期間にわたり多大な苦痛を与え、その人生の重要な時期を奪い取っており、この点はもはや取り返しがつかない。犯行の動機・態様は極めて悪質で、その発生した被害結果などはあまりにも重大であり、刑法が構成要件として想定する犯行の中でも最悪の所為」と指摘した上で、窃盗については「窃盗の犯情は同種事案と比べても、非常に悪質とまでは言えず、被害額は比較的少額で弁償もなされており、被害店舗に実害は発生していないが、その動機および様態は監禁の犯行を継続し、その犯行に資するがために敢行されたもので、相当に悪質であって、未成年者略取および逮捕監禁致傷の犯状を、いっそう悪化させている」と指摘した。そして、「逮捕監禁致傷罪の法定刑（当時：10年以下の懲役）では到底その適正妥当な量刑を行うことはできず、同罪の刑に法定の併合罪加重をした刑期の範囲内で、被告人Sを懲役14年の刑に処する」と結論づけた。榊は退官後に『読売新聞』社会部記者から取材を受けた際、同判決の量刑について、当時逮捕監禁致死傷罪の法定刑の上限であった懲役10年では「到底償いきれない」「この罪に対し、10年以下の刑では誰も納得しない」と感じた旨を述べている。その上で、それぞれの事件で事実に即した納得できる刑を決める作業はコンピューターには不可能であり、人間にしかできないとも述べている。
判決翌日（2002年1月23日)、弁護人が被告人Sに控訴の意志を問うと、Sは「控訴します」と即答。弁護人が確認するとやはり「控訴します」と答え、24日に弁護人が東京高等裁判所への控訴手続きを行った。控訴趣意書では主に以下の5点について記述された。
- 未成年者略取罪と公訴時効
- 窃盗と併合罪加重
- 被告人Sの人格障害等精神の病に対する無理解、考慮不足
- 監禁期間9年2か月の評価と量刑判断の誤り
- 監禁態様の評価の誤り

一方、新潟地検は「判決の量刑が著しく軽きに失するとは断じがたい」として、控訴期限（2002年2月5日）に控訴断念を決めた。このため、控訴審以降の量刑は最高14年以下となることが確定した。

### 控訴審判決・懲役11年
控訴審は東京高等裁判所第8刑事部で審理され、山田利夫が裁判長を務めた。被告人Sの国選弁護人は大野康博が担当した。
2002年10月22日に控訴審初公判が開かれ、弁護人は控訴趣意書で「原判決には量刑不当および手続きの誤りがある」と指摘した。また、弁護人は被告人Sの意見書を、検察官は被害者Aの母親の供述調書をそれぞれ新証拠として提出。いずれも証拠採用され、控訴審は即日結審した。
2002年12月10日に控訴審判決公判が開かれ、東京高裁（山田利夫裁判長）は第一審判決を破棄自判し、被告人Sに懲役11年の判決を言い渡した。東京高裁 (2002) は一審判決の併合罪解釈が誤りであるとした上で、その理由について次のように説明した。
その上で、量刑について「未成年者略取と逮捕監禁致傷については、法の許す範囲内で最も重い刑をもって臨むほかない。他方、窃盗については、逮捕監禁致傷との関連性を踏まえつつ、同種事犯における量刑との均衡も考慮しなければならない。上記の諸事情を総合考慮して、被告人Sを懲役11年に処するのが相当と判断した」と説明。つまりこれは、逮捕監禁致傷で最高刑の10年、窃盗で1年の計11年という足し算式の量刑であった。一方で「本件のような犯行が生じ得ることを考えたときに、国民の健全な法感情からして、逮捕監禁致傷の上限が懲役10年で軽すぎるとすれば、将来へ向けて法律を改正するほかはない」と言及し、山田裁判長は判決を読み上げたあと被告人Sに向けて「判決は14年から11年に短縮されましたが、犯情がよいとか、情状酌量ということでは決してありません。一人の人間の人生を台無しにしたということを、十分に反省するよう、強く望みます」と説諭した。
この判決を受け、被害者Aの家族は「9年2か月15日に及ぶ長期監禁から無事保護されて、3年が過ぎようとしています。娘と私たち家族にとってこの時間の重さを今日の判決で求めることは到底できません。親として被告をこのような形でしか裁くことのできない現状に無念さを感じ、『許せない』という気持ちが高まるばかりです」とコメントした。
東京高検は10日後の12月20日に最高検察庁と最終協議を行い、「併合罪の解釈については最高裁の判例がなく、憲法違反もない」として、通常の上告は断念することを決めた。これは、刑事訴訟法における上告理由が憲法違反および判例違反に限定されているためだが、それらの理由がない場合でも、法令解釈に重要な事項を含む場合は特例として、最高裁に上告受理を申し立て、審理を求めることができる。そのため、東京高検は同月24日付で最高裁判所に上告受理を申し立てた。
一方で国選弁護人（大野）は判決を受け容れる方針であったが、被告人Sは「二審判決は、一審の新潟地裁判決と同じように、事実誤認がある。また、二つの罪を合わせて懲役11年という判決も、不当に重いから不服である」とする自筆の上告書を提出し、25日付で上告申状が東京高裁に届けられた。大野は同判決直後にSと接見したが、Sは原判決より刑が3年軽くなったにも関わらず、満足した様子が皆無だったため、大野はその心境を「懲役刑に服すること自体が不満だったのだろう」と評した上で、そのような状態では更生は難しく、刑罰は制裁の意味しか持たなくなると語っている。

### 上告審判決・懲役14年確定
東京高検の検事長は2003年（平成15年）1月6日付で、事件受理申立理由書を東京高裁に提出。同申立を受け、最高裁判所第一小法廷（深澤武久裁判長）は2003年（平成15年）1月17日付で申し立てを認める決定（上告受理決定）をした。これにより、最高裁が初めて併合罪の解釈をめぐる判断を示すこととなった。そして、同年4月16日には同小法廷が口頭弁論期日を6月12日に指定したため、控訴審判決が見直される可能性が浮上した。一方でSは上告審を担当した弁護人に対しても、「量刑は不当だ。こんなところ（拘置所や刑務所）には二度と入りたくない」と訴え続けていた。
2003年6月12日に最高裁第一小法廷（深澤武久裁判長）で上告審の口頭弁論が行われ、検察側、弁護側双方が併合罪の解釈について意見陳述した。検察は「複数の犯罪行為が一人の人間に対して行われており、処断刑は犯罪行為と犯人の人格とを総合評価すべきもの」とし、懲役11年の控訴審判決は軽すぎると主張した。弁護側は「検察側の主張では、恣意的、技術的に刑が加重される危険がある」「法治国家が長年培ってきた罪刑法定主義の原則に立つべき」と主張した。
7月10日に上告審判決公判が開かれ、最高裁第一小法廷（深澤武久裁判長）は、控訴審判決を破棄自判して第一審（懲役14年）を支持し、被告人側の控訴を棄却する判決を言い渡した。最高裁 (2003) は併合罪の解釈について次のように結論づけた。
被告人Sは同判決に対し7月22日付で判決訂正申立を行ったが、同年8月8日付で申立を棄却する決定がなされ、同月12日付で懲役14年の実刑判決が確定した。

## 事件当事者のその後
三条市教育委員会は2000年3月16日、被害者女性Aの社会復帰を支援するための募金窓口「三条市愛の支援募金」を三条郵便局に開設し、同年5月末までに1,563件、2002年1月18日までに2,017件の募金（額は非公表）が全国から寄せられた。
少女Aの保護から1年10か月後の2001年12月1日に『新潟日報』が報じた記事では、「被害者少女Aは事件後成人式に出席したほか運転免許を取得し、家族と新潟スタジアムへサッカー観戦に赴いたり家族旅行に出かけるなど、日常を取り戻しつつある」と伝えられている。また『週刊新潮』は2010年末、Aの祖母の「Aは現在は元気になっているが、現在も事件のことを考えると気がおかしくなると言っている」という旨の証言や、近隣住民の「たまに散歩しているAの姿を見るが、カメラが好きなのか田んぼの花を一生懸命撮影するなどしている」という旨の証言を報じ、2015年にはA（当時30歳代）について、近隣住民の声を引用して「明るく平穏に生活している」と報じている。なお、Aの父親は2007年（平成19年）10月に事故死している。
2004年（平成16年）の刑法改正［施行：2005年（平成17年）1月1日］により、逮捕監禁致傷罪の懲役の長期上限が10年から15年に引き上げられた。現行法では本件のように併合罪が適用された場合、7年6か月（15年の半分）が加算されるため、最大で22年6か月が上限となる。
懲役14年の刑が確定した男Sは千葉刑務所に収監されたが、『週刊新潮』 (2015) によれば刑務作業を怠ったり、刑務官の指示を聞かなかったりなど、服役態度は不真面目だった。また公判中から減少していた体重がさらに減り、歩行に介助が必要な状態となり、八王子医療刑務所に移され治療を受けたと伝えられた。服役中のSと文通などをしていた窪田順生は、Sは2009年（平成21年）末に獄中で溜め込んでいたアイドル写真などの所持品が一杯になったことから、それを刑務所によって没収されたことによって情緒不安定になり、最終的には隣房の受刑者と揉め事を起こしたことで、2010年（平成22年）10月ごろまで保護房に250日間収容されていたが、そのような処置に対し「人権侵害」「ゲバ刑（「暴力刑務所」の意味）の横暴」と不満を漏らしていたと述べ、Sはまったく更生しておらず再犯の可能性も高いとして、出所後速やかに何らかの施設に入れるべきだと主張していた。『週刊新潮』 (2015) はそれらの出来事以外にも、Sが服役中に障害者手帳（2級）を取得したと報じている。Sは『読売新聞』社会部記者からも手紙で取材を申し入れられたが、その際には条件として万単位の謝礼支払いを要求したほか、刑務所内で友人を作ることができないので、記者に友達になってほしいという旨も綴っていた。Sと同じ刑務所に服役していた元受刑者は、自身がSの独房まで食事を配膳した際も、Sはテレビを見ることに夢中で食事にも目を向けなかったという旨を述べている。
受刑者Sは2015年（平成27年）4月に52歳で刑期満了を迎え、出所後は千葉県内で障害者福祉施設からの支援を受け、生活保護を受給しながらアパートで1人暮らしをしていた。2017年（平成29年）ごろ、元受刑者S（当時54-55歳）は痩せ細った体で自室で病死（孤独死）しているのを発見された。
また加害者Sの母親は、息子Sの収監後に認知症が進み、老人ホームに入所したため、2004年（平成16年）ごろからは面会に訪れなくなり、Sの服役中に死亡した。事件現場となった加害者S宅はSの両親名義のままで、2021年2月時点でも取り壊されることなく事件当時のまま空き家となっている。

## 新潟県警の不祥事

### 少女A発見・保護時の状況についての虚偽発表
- 正確な状況については#少女Aの保護・被疑者Sの逮捕を参照のこと

少女Aが保護された当日の21時30分より三条警察署で緊急の記者会見が開かれ、1990年に三条市で行方不明となった少女Aが柏崎市で発見されたことが公表された。この会見で事態の説明に当たった捜査一課長は、「15時ごろ、柏崎市内の病院で男 (S) が暴れていると通報があった。一緒にいたのが（三条で行方不明になった）女性 (A) だった。女性は名前と生年月日を話した」と発表した。しかしその後、Sの家庭への対応が拙かったのではないかと追及されていた保健所所長が、A発見の経緯についての警察発表が事実と異なると指摘し、改めてA発見時の状況について注目が向けられた。
これについて柏崎警察署副署長は「柏崎署に『公園近くの家で男が暴れているので、警官3人に来てほしい』と通報があり、そのときは警官の都合がつかず出動できなかったが、折り返しの連絡時に出動の意向を伝えた。しかし『Sが大人しくなったので必要がなくなった』と言われた」という旨の説明を行った。しかし、これに対し県健康福祉対策課長は「（保健所側が出動を）お断りしたことはないと聞いている」と反論。いずれにしてもSが暴れていたのは病院ではなく自宅であり、Aの保護を行ったのも警察ではなく県や保健所の職員であったことが明らかとなり、2月15日には県警が出動を断ったことが一斉に報じられた。また、Sの母親は初めて保健所を訪れた1996年1月以前に柏崎署を訪れ、Sの家庭内暴力について相談していたが、この時は「子供の暴力は保健所に相談してくれ」と応対されていたことも発覚した。
2月17日昼には県警刑事部長と生活安全部長が釈明会見を行った。なお、記者クラブは県警本部長の出席を求めていたが、本部長は出席しなかった。会見では出動要請を拒否したとされる点について「臨場要請を断ったという認識はないが、結果として迅速な対応ができなかったのは事実。（中略）身元不明者がいるから、1人でも警察官を派遣してほしいという要請に関すること。これについては、現場にいた保健所の職員に対し、氏名などを確認するように依頼したことが臨場要請を拒否したと受け止められたと思われるが、迅速に対応できなかったのは大変残念。申し訳ないと思っています」と謝罪。また保護の場所をSの自宅ではなく病院と発表したことについては「病院関係者が第一発見者であるとそのまま発表した場合、これらの関係者にいろいろと大変なご迷惑をかけることになるのではないかなどとおもんぱかって、伏せることとしたためであります。しかし、そういった配慮のため、誤解を与えかねない表現ぶりとなってしまいまして、まことに申し訳ないと思っています」と、こちらについても謝罪した。また、柏崎署を訪れていたSの母親に対する対応については生活安全部長が「相談の際もしっかり受け止めて十分に状況を聞き出しておれば、早急に救出できたのではないかと残念で申し訳なく思っている」と述べた。
これに関しては、新潟県精神保健福祉センターの後藤雅博も、柏崎では医療関係者、保健所、市、警察の連携は普段より比較的うまくいっており、今回も被疑者宅に行く前に警察には連絡済みで、警察が訪問に立ち会わなかったのは医療保護入院ではあり得ることであり、(A発見は予期せぬ出来事であったため)警察を非難する気持ちはない、としている。また、医師とともに保健所と市の職員が同行していることで官民の癒着を疑われたくない（当時はまだ移送制度が施行されていなかった）、保健所への取材攻勢を避けるため警察が情報を一元化して発表したほうが都合がよい、などの考えもあってのことだったと述べている。

### Sの初犯に関わる初動捜査の不備
少女Aが男Sに誘拐され行方不明となった際、別の少女に対する強制わいせつ未遂事件の前科を持つSは捜査対象に入っておらず、結果として事件の長期化を招いたとして問題視された。これは柏崎署がSの犯歴データを県警本部に送信していなかったことが原因であった。
2000年2月10日、事件発覚後最初に行われた定例記者会見において県警は犯歴データの登録不備を認め、県警本部長が「一般的にこの種の捜査においては当然、同種事件について捜査することが基本であり、当時も推進したと思われるが、発見できなかったことを重く受け止めている。（前歴者リストの登録漏れを）十分検証し、今後の捜査に生かしていきたい」と述べた。また刑事部長は「いわゆる、犯罪手口システム（前歴者リスト）に、（Sが）登録されていなかったのは事実。捜査にはいろんな手法があるので、これが即（監禁の）長期化に結びついたのかは分からないが、一つの原因であろうと思っている」と述べた。
また松田美智子は「少女Aが誘拐された翌年（1991年）春ごろに、従前から女性に対する問題行動を繰り返していた三条署勤務の警察官が少女Aの失踪に関わっているのではないかとして、内密に事情聴取を受けており、警察内部から容疑者が出たことで捜査員の士気が低下した」と述べている。その上で、警察内部における馴れ合い体質・隠蔽体質を認めた上で「良心的な捜査員も数多くいる」と訴える元警察関係者の声を紹介しながら、「良心的な捜査員が多数を占めているからこそ、警察組織は成り立っているが、警察内部の不祥事が原因で所在不明事案の捜査が緩くなったのだとすれば、関係者の言葉も弁解じみて聞こえる」とこれを批判している。

### 事件発覚時の県警本部長らの対応
少女Aの発見当日、新潟県警には当時各地の警察を視察に回っていた警察庁特別監察チームのトップである関東管区警察局長（以下、局長）が訪れており、視察後、局長と県警本部長（以下、本部長）を含む県警幹部たちは新潟県三川村のホテルに1泊する予定であった。ホテルに向かう車中で刑事部長より本部長に対して「三条市で9年2か月前に行方不明になった少女Aが発見された」という一報が入り、以後はホテルの宴席上にFAXで続々と報告が寄せられた。この様子を見た局長は本部長に「（県警本部に）帰ったらどうだ」と促したが、本部長は「大丈夫です」と取り合わなかった。食後は局長、本部長、生活安全部長、総務課長、生活安全企画課長が参加し、図書券を景品とした麻雀が行われた。この間も本部長は報告を受け続け、少女Aの発見・保護状況に関して、詳細を伏せたままの発表（結果的に虚偽発表となる）を行うことの了承もこの場で行った。翌朝、朝食を終えた本部長らは捜査本部設置を指示するなどしてから帰途についたが、すぐに警察本部には戻らず、その帰路に本部長は局長をハクチョウ飛来の名所である水原町の瓢湖へ案内した。それから新潟市内に戻り昼食をとった後、局長は東京へ戻り、本部長は県警本部ではなく県警公舎に13時50分ごろ到着した。
その後、相次いで発覚した県警の不祥事は国会でも取り上げられ、野党からの攻撃対象となったことから、警察庁は2月20日から「検証チーム」を新潟県警に派遣し、幹部および署員らに対する事情聴取を行った。その結果を24日に「緊急調査結果」として発表し、一連の不祥事の事実関係を認定した。翌25日、本部長が会見を開き、「まず、被害者と両親に9年間救出できなかったことを深くおわび申し上げたい」と前置きした上で、
1. 少女Aの発見・保護状況で虚偽の発表をした
2. 性犯罪歴のあったSが少女Aの不明時に捜査対象とならなかった
3. 4年前にSの母親が柏崎署に相談に来た際の相談簿を紛失した
4. 少女Aを発見・保護した保健所職員からの出動要請を拒否した
5. 9年2か月の間、巡回連絡で被疑者宅を3回訪れていたにも拘らず不審情報を得られなかった

という5点について正式に謝罪した。その後の質疑応答で自身の進退について問われると、「最高幹部として責任は痛感しているが、進退については国家公安委員会の判断によるものであるから、私は与えられた任務を尽くしていく」と述べ、辞職の考えがないことを明らかにした。他方、少女A発見時に本部長が局長を「麻雀接待」していた事実はすでに田中節夫警察庁長官の知るところとなっており、25日の時点で両名は内々に田中に辞職を申し入れていた。
翌26日、本部長は再度会見を開き、「少女Aの発見・保護時の状況について虚偽の説明を行った」、「懇親会の席上にあった本部長自身が事件発覚の報告がなされた後も帰庁しなかったことで、警察の信用を失墜させた」という2件につき、国家公安委員会から減給100分の20（1か月）の処分を受けたことを発表。同時に自身の辞職願が2月29日付で受理されたことも合わせて発表した。直後の質疑応答では、少女A発見後の行動について「その場でも十分な連絡体制があったし、被害者が保護され、容疑者も入院という措置が取られたということで、十分、指揮が執れると考えたわけだが、後日考えたところではやはり幹部として取るべき行動ではなかった。はなはだ不謹慎だったと大いに恥じている」と語り、県民や県警職員に対して謝罪の言葉を述べた。
局長に対しては処分が行われなかったが、これについて同日に会見を開いた田中は「自ら接待事由を報告している」「本部長に帰庁を促している」という点を鑑みたものだと説明したものの、接待を受けたこと自体については「特別監察後に夜に対象者と席を共にしてはいけない。一般的にはありえない。きわめて特異なケースだ」「（警察の）更生の道の先頭に立つべき者がとった行動だけに言語道断だ」と指弾した。
最終的に本部長と局長はともに依願退職し、前者に3,200万円、後者に3,800万円の退職金が支払われることになったが、世論の反発は強く、両名ともにその受け取りを辞退した。また両名への対応が甘いとして批判された田中は、「局長の行為に対する監督責任がある」として国家公安委員会から減給100分の5（1か月）の処分を受けた。さらに虚偽発表、出動要請拒否、麻雀接待に関わった県警刑事部長、警務部長、生活安全部長ほか、警視4名、警部1名、警部補1名の計9名に減給、本部長訓戒、注意の処分が下された。
また、柏崎市議会は2000年3月8日に柏崎署と新潟県警本部に対し、一連の不祥事の原因究明・信頼回復を求める申し入れを行った。

## その他
本事件は同年に起こった西鉄バスジャック事件とともに、引きこもりの社会的認知度を一気に高めた。これ以前から引きこもり問題に取り組んでいた精神科医の斎藤環が本事件について、「人が死ぬか誘拐でもされないと、メディアも取り上げず誰も知ろうとしない、政府も動かないのは、日本社会の病理の一つでしょう」と述べた上で、「引きこもりは、初期には犯罪者予備軍と誤解され、識者と呼ばれる方にすら『怠け』『甘え』と批判されました。実情を知らずに印象だけで語る人たちとの戦いが、まず私の仕事でした」と述懐している。
医療ジャーナリストの月崎時央も本事件について、引きこもりや不登校児、心の病の子供を持つ家庭が、家庭ごと社会からひきこもってしまうという「典型的なケースだった」とした上で、監禁が長期化した背景について次のように論じている。
なお、2001年2月9日には、Sの母親が精神治療について相談していた病院の院長以下12名が、4年間にわたり無診察でSへの投薬を行っていたとして書類送検された。これに対して院長は「主治医の判断は間違っていないと思う。保健所や警察の手に負えず、病院に助けを求められた特殊なケースで誰がどう対処したらいいのか逆に司法の判断を仰ぎたい」と述べたが、この件については12名全員が起訴猶予処分となった。後に院長は、基本的に無診察投薬はすべきではないと前置きした上で「この事件について言えば、最大限の注意を払っての投薬により、無診察ではあったが、本人の激しい興奮状態が落ち着いたから、少女Aはあの危機的状況下で無事であった。そして、母親と医者との間には信頼関係ができていたからこそ、母親は当院を頼ってきていたし、最終的に入院を委ねられたのだと考えている」と主張した。一方では「小康状態を保ったことがかえって事態を長引かせ、問題を先送りしたのではないか」との批判もあり、月崎時央の取材では「患者を診ない医療行為はおかしい。母親がSの入院を渋った上で薬を懇願するなら、措置鑑定から措置入院という手段の説明と提案が必要ではなかったか。その場をしのぐための安易な対応は結局問題をこじれさせる。場合によっては病院から県に家族の同意が得られないことを伝えて、措置鑑定を要請することがあってもいい」という医師の談話が紹介されている。また、精神医療の現場では無診察での薬の処方が蔓延しており、一度安易に薬を入手できた家族は、以後それに頼り切ってしまうという問題も指摘された。

## 事件・裁判の経緯
| 年                  | 月日     | 出来事 |
| ------------------- | -------- | --- |
| 1989年 （平成元年） | 6月13日  | 加害者の男Sが新潟県柏崎市内で、（本事件の被害者とは別の）9歳の少女に対する強制わいせつ未遂事件で逮捕。 |
|                     | 9月19日  | Sが強制わいせつ未遂罪により、新潟地裁長岡支部で懲役1年・執行猶予3年の判決を受ける。 |
| 1990年 （平成2年）  | 11月13日 | 加害者Sが三条市内で、9歳の少女A（本事件の被害者）を誘拐、柏崎市内の自宅一室で監禁を始める。 |
|                     | 〃       | 少女Aの母親が駐在所に捜索願を出す。 |
|                     | 11月15日 | 新潟県警三条警察署に「女子小学生行方不明事案対策本部」が設置される。 |
|                     | 12月25日 | 地元消防関係者などによる捜索を打ち切り。 |
| 1991年 （平成3年）  | 10月20日 | 巡回連絡のため警察官が被疑者宅を訪問。 |
| 1993年 （平成5年）  | 6月22日  | 〃 |
| 1996年 （平成8年）  | 1月19日  | Sの家庭内暴力について相談のため母親が柏崎保健所を訪問。 |
| 1998年 （平成10年） | 8月13日  | 巡回連絡のため警察官が被疑者宅を訪問。 |
|                     | 10月上旬 | 加害者Sが新潟県北蒲原郡中条町（現：胎内市）で被害者Aに着せるための衣類4点（計2,500円）を万引きした。 |
| 1999年 （平成11年） | 12月     | Sの家庭内暴力について相談のため母親が精神病院を訪問。医師から医療保護入院の提案を受ける。 |
| 2000年 （平成12年） | 1月12日  | Sの母親が息子の医療保護入院について相談するため、柏崎保健所を訪問。 |
|                     | 1月19日  | 医療保護入院の判断のため、保健所職員と柏崎市職員がS宅を訪問したが、S本人と面会できず。 |
|                     | 1月28日  | Sに対する医療保護措置を実施。Sの居住室内で監禁されていた被害者少女A（当時19歳）が発見、保護される。 |
|                     | 〃       | Aが両親と再会。 |
|                     | 1月29日  | 新潟県警が三条署に「三条市における未成年者誘拐・監禁事件」捜査本部を設置し、被疑者宅の家宅捜索を開始（2月3日まで）。 |
|                     | 2月10日  | Sの強制わいせつ未遂事件についての犯歴データが県警に送信されていなかったことが判明。 |
|                     | 2月11日  | 病院に収容されていた被疑者の男Sが退院し、新潟県警に逮捕される。 |
|                     | 2月13日  | Sの身柄が新潟地検に送致（送検）される。 |
|                     | 2月17日  | 事件発覚当初の状況について県警が虚偽の発表を行っていたことが判明。 |
|                     | 2月26日  | 事件発覚時の対応について追及されていた新潟県警本部長が辞職を発表。 |
|                     | 3月4日   | 新潟地検が未成年者略取・逮捕監禁致傷の罪で被疑者Sを新潟地裁へ起訴。 |
|                     | 5月23日  | 新潟地裁（榊五十雄裁判長）で被告人Sの初公判。 |
|                     | 6月26日  | 新潟地検が被告人Sに対する併合罪の適用を図り、窃盗罪でSを追起訴。翌日（6月27日）に第2回公判。 |
|                     | 7月26日  | 第3回公判。同日から窃盗事件についても審理。 |
|                     | 10月3日  | 第4回公判で、新潟地裁（榊五十雄裁判長）は弁護人が申請していた精神鑑定の実施を決定。 |
|                     | 12月5日  | 第5回公判で被害者Aの両親が「娘は今も苦しんでいる。Sを厳罰に処してほしい」と意見陳述。 |
| 2001年 （平成13年） | 10月16日 | 第6回公判で「被告人Sには刑事責任能力がある」という精神鑑定結果が提出され、証拠採用される。 |
|                     | 11月30日 | 第7回公判。検察官が被告人Sに懲役15年を求刑し、弁護人が最終弁論を行って結審。 |
| 2002年 （平成14年） | 1月22日  | 第一審判決公判。新潟地裁（榊五十雄裁判長）は被告人Sに対し懲役14年の判決を宣告。 |
|                     | 1月24日  | 被告人Sの弁護人が東京高裁へ控訴。 |
|                     | 2月5日   | 新潟地検が控訴を断念したため、量刑が第一審判決（懲役14年）より重くなる可能性が消滅。 |
|                     | 10月22日 | 東京高裁第8刑事部（山田利夫裁判長）で控訴審初公判。 |
|                     | 12月10日 | 控訴審判決公判。東京高裁第8刑事部（山田利夫裁判長）は「併合罪解釈に誤りがある」として第一審判決を破棄自判し、被告人Sに対し懲役11年の判決を宣告。                                                                                              |
|                     | 12月24日 | 東京高検が「法令解釈に重要な誤りがある」として、最高裁へ上告受理の申立を行った。 |
|                     | 〃       | 被告人が最高裁へ上告。 |
| 2003年 （平成15年） | 1月17日  | 最高裁第一小法廷は上告受理を決定。 |
|                     | 7月10日  | 最高裁第一小法廷（深澤武久裁判長）で上告審判決公判。併合罪解釈に誤りがあるとして控訴審判決を破棄し、弁護側の控訴を棄却（一審判決を支持）する判決。 「併合罪は個々の罪を別々に処理するのではなく、全体を統一し処理すべきだ」との初判断を示す。 |
|                     | 8月12日  | 同日付で被告人Sに対し、懲役14年の刑が確定。 |
| 2005年 （平成17年） | 1月1日   | 改正刑法が施行され、逮捕監禁致傷罪の懲役および禁錮の長期上限が10年から15年に引き上げられる。 |
| 2015年 （平成27年） | 4月      | 千葉刑務所に収監されていた受刑者の男Sが刑期満了を迎える。 |
| 2017年 （平成29年） | ？       | 加害者S（元受刑者）が千葉県内で病死。 |

## 事件をモチーフとした作品
『残虐記』
桐野夏生作のミステリー小説。9歳の時に誘拐され、男と1年あまりの監禁生活を送った経験を持つ女流作家が、出所した男からの手紙を受け取ったことをきっかけとして、事件の内容と自身の来し方を綴った私小説「残虐記」の原稿を残し失踪するところから物語が始まる。2004年度の柴田錬三郎賞を受賞。
『完全なる飼育 赤い殺意』
若松孝二監督による映画。『完全なる飼育』のシリーズ6作目。少女が男に10年間監禁されている山奥の一軒家に、殺人を犯し逃走中の男が逃げ込み、奇妙な三角関係が始まるという物語。監禁男を佐野史郎、被監禁女性を伊東美華が演じる。ロケーション撮影は新潟で行われた。
『北陸少女監禁事件』
アイエナジー製作のAV（未発売）。少女役は倉本安奈。虐待表現など細部にこだわったあまり、プロデューサーから「やりすぎ」と言われ、メーカー、販売会社、警察、倫理メーカーの四者会議により発売が見送られた。後に新宿ロフトプラスワンにてエロシーンをカットして一度だけ上映された。観客74人にアンケートを取ったところ、「世に出すべき」と全員が答えたという。なお、当該作は、2003年に始まったアイエナジーの「エロシネマ」シリーズ第3弾としてリリースされる予定だったが、頓挫したためにシリーズも終了した。
『葉隠しの家』
円山みやこ作の短編漫画。男に誘拐された少女が暮らす日の差さない暗い二階の部屋と、男の母親が日の下で盆栽を育てる姿が対比され描かれる。
『かいしゃいんのメロディー』
大橋ツヨシの漫画。第2巻で時事ネタとして当事件や新潟県警の不祥事をネタにしている。
『日本言論』
爆笑問題の著書。当事件をネタにした話が収録されている。
『二人静か』
坂本礼監督による2023年公開の映画。5歳で行方不明となった（当事件とは無関係の）娘を持つ夫婦が主人公。情報提供を呼び掛ける夫婦を手伝い出す莉奈は、幼少期に千葉県成田市での監禁を経験しており、それは当事件に基づいている。作中に監禁男とその母親の姿や声は登場せず、あくまで莉奈の経験談として語られる。西山未来（妻・涼子役）と水澤紳吾（夫・雅之役）が娘を待つ夫婦役を、ぎぃ子が莉奈を、それぞれ演じる。
『カム・トゥ・マイ・ベッド・サイド』
浦嶋礼仁の成人向け漫画。2001年6月発売。